# Sololá
Sololá è un comune del Guatemala, capoluogo del dipartimento omonimo.

## Storia
L'abitato venne fondato dai conquistadores spagnoli nel 1547 con il nome "Nuestra Señora de Tecpán Atitlán", mentre l'istituzione del comune risale al 1825.